# Partido Liberal Independiente
De Partido Liberal Independiente of Doctrinario (Nederlands: Onafhankelijke Liberale Partij; Doctrinaire Liberale Partij, PLI/PLDo) was een Chileense politieke partij die van 1885 tot 1933 bestond.

## Geschiedenis
De PLI werd op 22 oktober 1885 opgericht door parlementsleden van de Partido Liberal (Liberale Partij, PL) die het oneens waren met het beleid van de liberale president Domingo Santa María. De oprichters streefden naar politiek dualisme en een reductie van de macht van de president, alsmede een uitbreiding van het kiesrecht (later: algemeen kiesrecht) en een verdere democratisering van de maatschappij. Vanaf 1891 nam de partij deel aan diverse kabinetten. De partij stond bekend als progressief, in ieder geval progressiever dan de gematigde PL. De doctrinaire liberalen maakten, in tegenstelling tot de (intern zeer verdeelde) liberalen, altijd deel uit van de Alianza Liberal, een bundeling van centrum en centrumlinkse partijen.
In 1930 fuseerden de verschillende liberale partijen, waaronder PLI, tot de Partido Liberal Unido (Verenigde Liberale Partij, PLU). Na de val van president Ibáñez onttrokken de doctrinaire liberalen zich van de PLU en organiseerden zichzelf weer als een zelfstandige partij. In 1933 gingen zij echter alsnog op in de PLU.